# Frant
Frant – wieś w Anglii, w hrabstwie East Sussex, w dystrykcie Wealden. Leży 53 km na południowy wschód od Londynu. W 2007 miejscowość liczyła 1367 mieszkańców.